# Saab 17
Saab 17 är ett svenskt störtbomb- och spaningsflygplan som konstruerades och tillverkades av SAAB (Svenska Aeroplan Aktiebolaget) under 1940-talets första halva.

## Historia

### Projektering

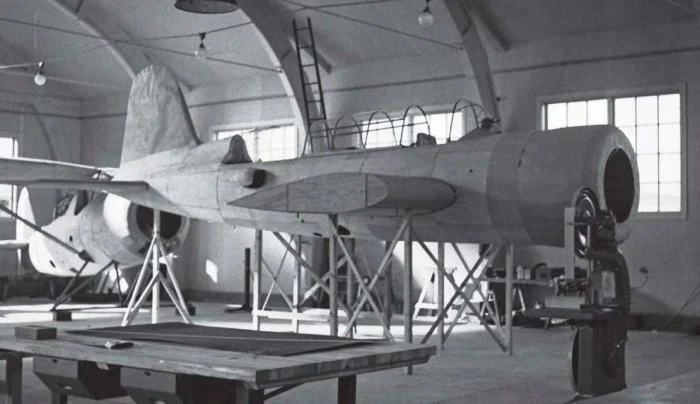
Projektattrapp av ASJA L-10 vilken senare blev SAAB 17. I bakgrunden syns attrappen för den konkurrerande konstruktionen AFF F.1.

De första skisserna på Saab 17 ritades på ASJA i slutet på 1930-talet under arbetsnamnet L-10. Detta flygplan skulle bli det första svenskkonstruerade flygplanet med modern teknik helt byggt i metall med försänkta nitar. För att klara detta anställdes ett flertal ingenjörer från USA som stod för en stor del av konstruktionsarbetet.
ASJA:s konstruktion tävlade om att bli "flygplan 17" mot en konstruktion från SAAB Trollhättan (SAAB/T) vid namn AFF F.1, konstruerad för SAAB/T:s räkning av österrikaren Alfred Gassner och hans konstruktörer på AB Förenade Flygverkstäder (AFF) i Stockholm. Av flygvapnet erhöll AFF F.1 provbeteckningen P 7 medan ASJA L-10 betecknades P 7A. Efter utvärdering av vindtunnelmodeller och fullskaleattrapper valdes AFF F.1 (P 7) bort och ASJA L-10 antogs för produktion.
Tillverkning av L-10 kom inte igång förrän ASJA:s sammanslagning med SAAB var klar 1939 och planet benämndes då Saab 17 efter dess flygvapennummer. Vingarna på detta lågvingande flygplan gjordes extra starka, för att planet skulle kunna fungera som störtbombflygplan. Det medförde att landningstället fälls upp rakt bakåt på vingens undersida, och för att skydda landställsbenen byggde man in dessa i stora kåpor. Resultatet blev att när piloten fällde ut stället fungerade det som effektiv dykbroms.
Första flygningen skedde 18 maj 1940 av Saabs provflygare Claes Smith och leveranserna inleddes 1942. Eftersom bristen på motorer var stor färdigställdes flygplanen på fabriken och flögs ut till mottagande flottilj där motorn monterades av för att återanvändas vid nästa leverans.
Flygplantypen fanns i tre grundversioner baserade på motoralternativ: 17A med en svensktillverkad Pratt & Whitney R-1830 Twin Wasp (STW C3), 17B med en licenstillverkad brittisk Bristol Mercury XXIV och 17C med en italiensk Piaggio P XI, en motor som försvaret lyckades anskaffa i samband med köp av J 20 (Reggiane Re.2000). Utöver motor fanns undervariationer med utfällbart hjulställ, skidställ eller fasta flottörer.
Totalt i alla versioner tillverkades 325 flygplan (inklusive tre provflygplan).

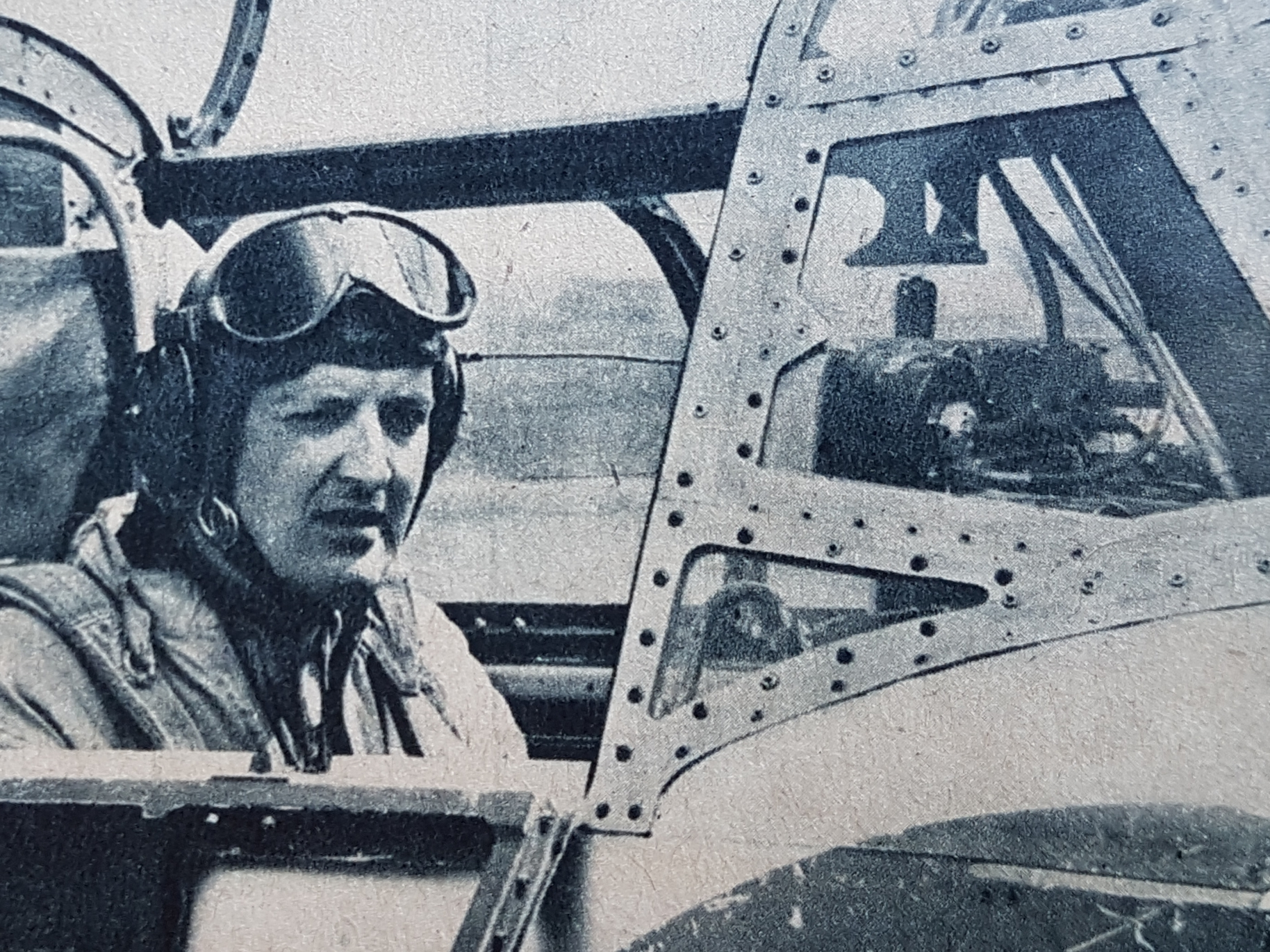
Claes Smith under flygutprovningen av B 17.
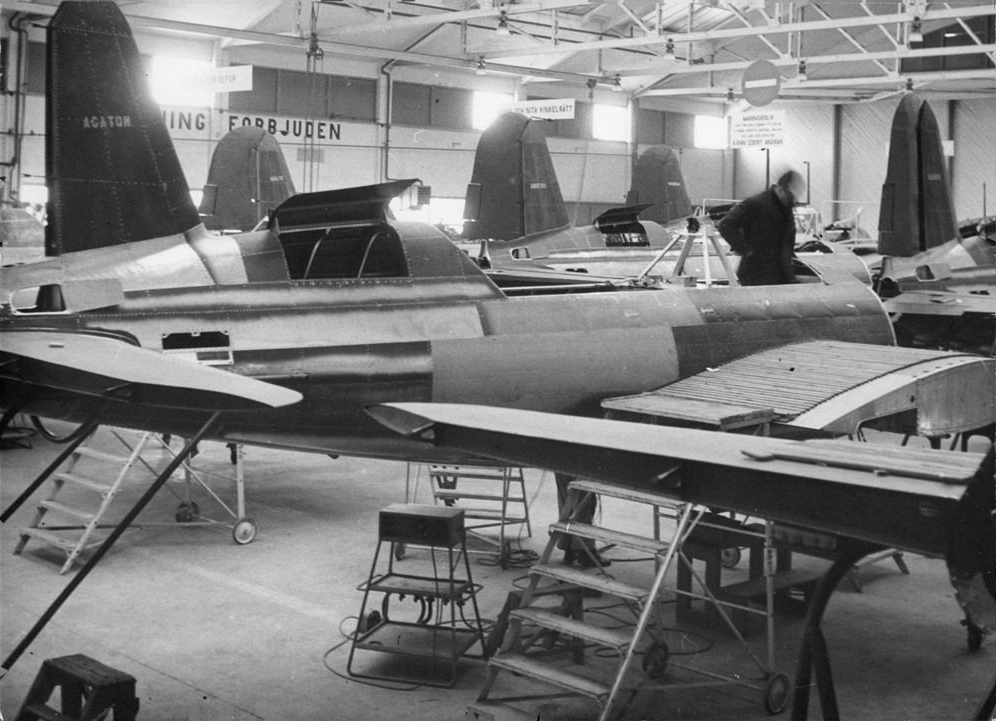
Monteringshallar för B 17-flygplan i Trollhättan.
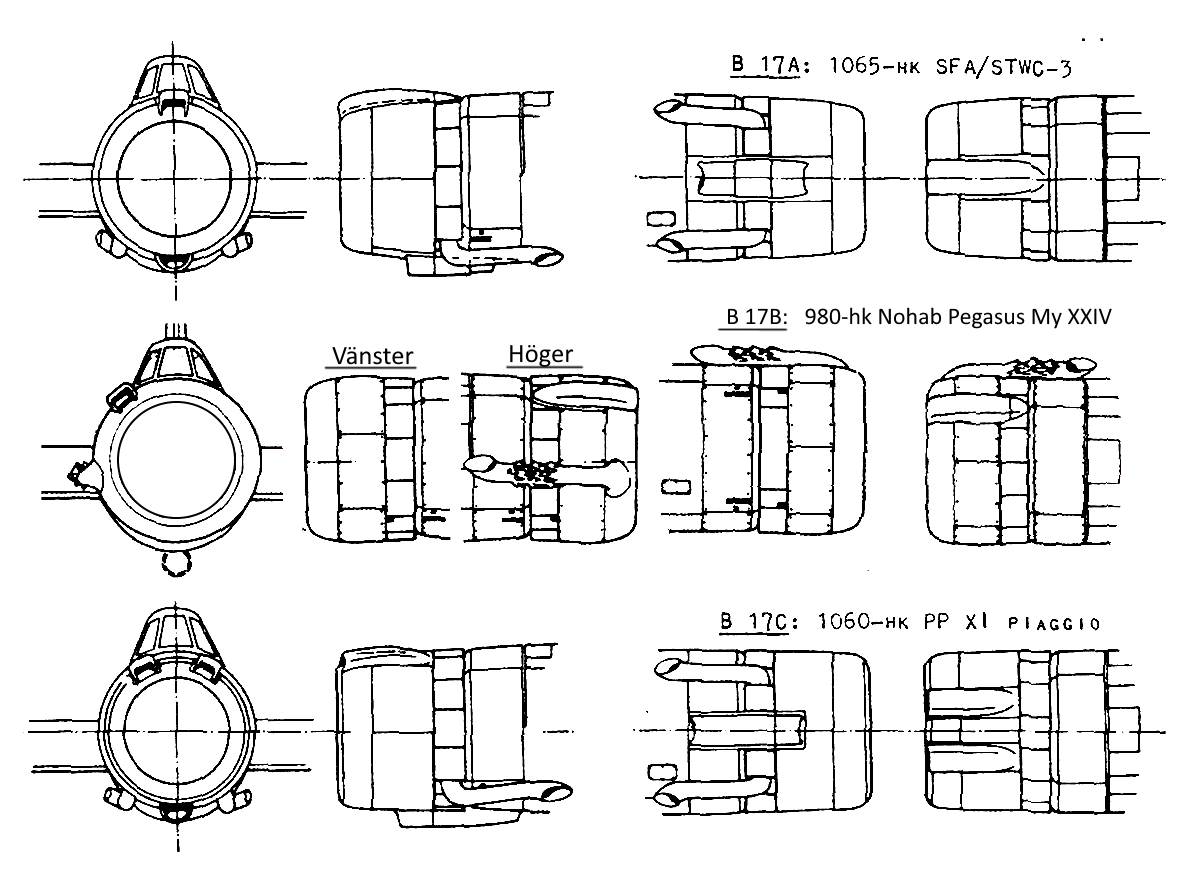
Saab 17 motorkåpor

### Bruk

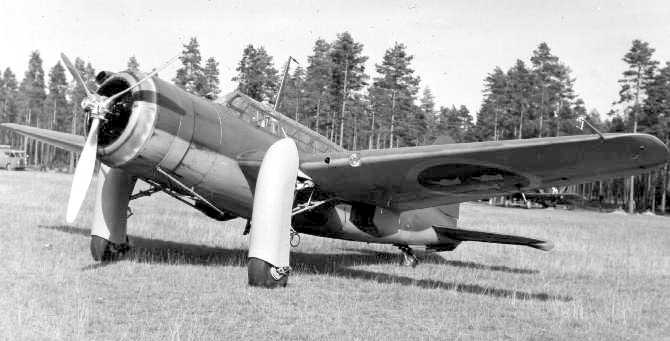
Omärkt B 17B med bombgaffel.

Planet var mycket mångsidigt och användes till ett flertal roller i flygvapnet. B 17 som bomb- och störtbombflygplan var baserat på Jämtlands flygflottilj (F 4), Västgöta flygflottilj (F 6), Skaraborgs flygflottilj (F 7) och Kalmar flygflottilj (F 12). S 17 som spaningsflygplan var baserat på Roslagens flygflottilj (F 2) och Östgöta flygflottilj. I slutet av tjänstgöringen var dock flera baserade på andra flottiljer som målbogserare.
Planet fick en kort tid i flygvapnet eftersom propellerdrivna stridsflygplan började fasas ut i mån för reaktionsdrivna dito strax efter dess introduktion. Flygplanet började tas ur tjänst 1947 och 1948 hade det helt utgått ur krigsorganisationen men flygplanet fanns kvar inom flygvapnet fram till 1952 som "övrigt flygplan".
Utöver Flygvapnet användes senare 19 stycken B 17A civilt som målbogserare av främst Svensk Flygtjänst, men även av firma Avia på Gotland. Tre exemplar av dessa letade sig sen vidare till Finlands (2 st) och Österrikes (1 st) flygvapen som målbogserare. Även två flottörförsedda 17BS kom att användas civilt för en kort tid av Ostermans Aero.

#### Bruk i Danmark

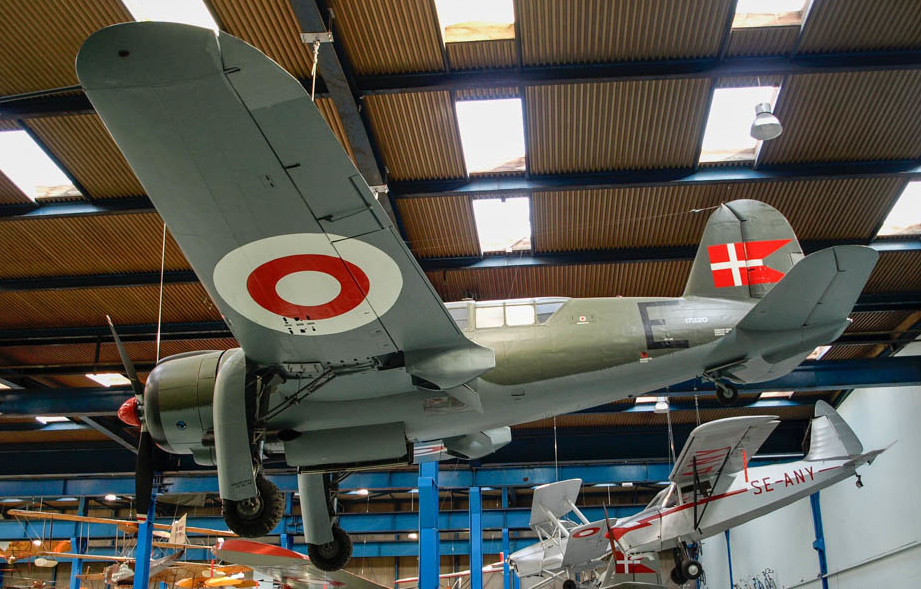
B 17A (17320) i danska färger vid Danmarks Tekniske Museum i Helsingör, Danmark.

Danska brigaden, som utbildades i Sverige 1943–1945, bestod av 15 piloter, vilka utbildats av det svenska flygvapnet. År 1945 lånades 15 plan B 17C till den danska brigaden. De målades i de danska färgerna, och var redo den 5 maj 1945 att flygas över till Danmark tillsammans med den övriga brigaden som landsattes i Helsingör. Flygstyrkan fick dock aldrig tillåtelse att landa i Danmark, och blev därför kvar i Sverige. De danska piloterna och mekanikerna fick istället, sju dagar efter vapenstilleståndet, ta sig till Danmark via land- och sjövägen. De 15 plan B 17C som svenska staten erbjudit Danmark till försäljning var den danska regeringen inte längre intresserade av.

#### Bruk i Etiopien
När flygplanen mönstrades ut från svenska flygvapnet under åren 1947-1950, såldes ett stort antal plan till etiopiska flygvapnet vilket var under uppbyggnad av Carl Gustav von Rosen samt tjänstledig svensk flygvapenpersonal. 46 individer B 17A levererades i tre omgångar mellan 1947 och 1953. Några av flygplanen var i tjänst fram till 1968.

#### Bruk i Finland
Det finländska flygvapnet köpte två exemplar av Saab 17A utrustade för målbogsering genom Svensk Flygtjänst i mars 1960. Ett av flygplanen, 17308, havererade i augusti samma år efter motorstopp och skrotades kort efteråt. Det andra flygplanet, 17355, skadades vid en misslyckad start i maj 1961 och skrotades i början av 1962.

#### Bruk i Österrike
Österrike köpte 1957 en B 17A av Svensk flygtjänst, som använt den som målbogserare. Vilket möjliggjorde för den österrikiska regeringen att kringgå de restriktioner som gällde för landet efter andra världskriget. Det vill säga man köpte ett civilt flygplan, som kunde användas som ett militärt.

## Varianter
ASJA L-10

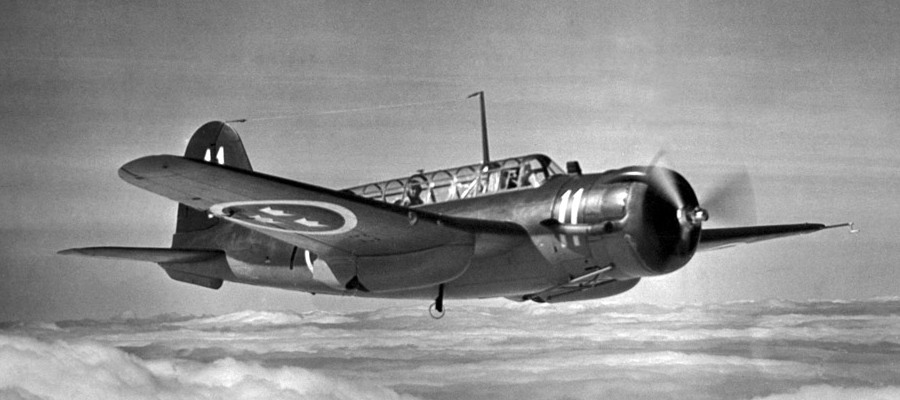
B 17B

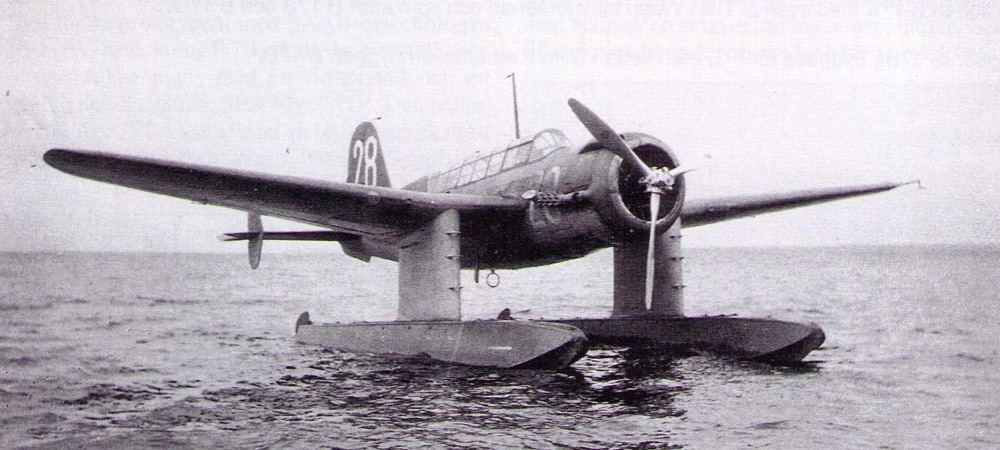
S 17BS

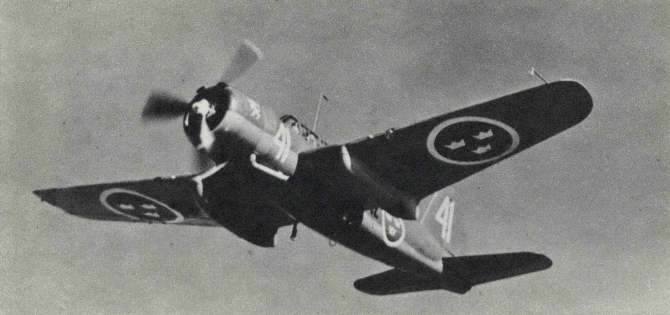
B 17C

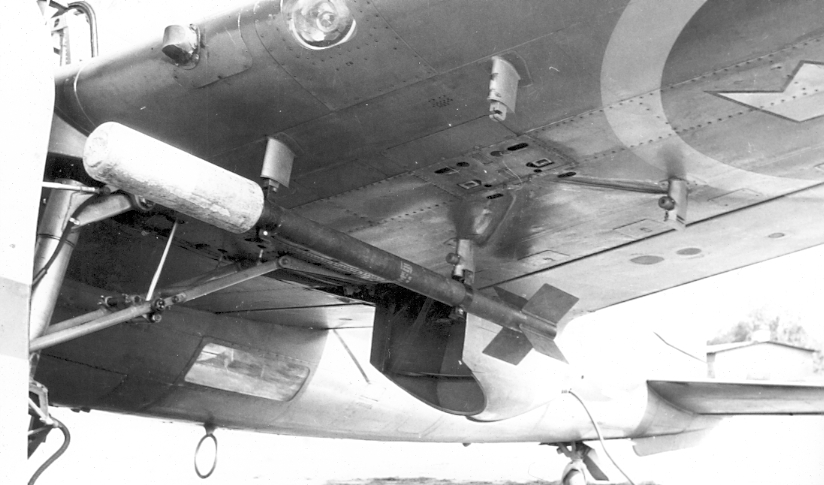
B 17A-variant för F 6 Karlsborg försedd med raketställ.

- - P 7A – provflygplan (spaningsflygplan) som tävlade mot SAAB Trollhättans AFF F.1 (provbeteckning: P 7). Blev senare omkonstruerad som störtbombflygplan på flygvapnets begäran.

SAAB 17A
- - B 17A – störtbombflygplan med en SFA STW C3 motor (1065 hk). Känns igen genom att den har ett luftintag centrerat ovanpå motorkåpan.
  - B 17A (F 6-variant) – attackvariant av B 17A från 1946 avsedd för F 6 Karlsborg, försedd med raketställ för två m/46 attackraketer (RP-3) under var vinge (4 totalt) kopplat till vingarnas bombmekanism samt nytt Ferranti GGS gyroreflexsikte (samma som i J 28A).
  - S 17AS – havsövervakningsflygplan med en SFA STWC-3 motor (1065 hk). Planerad variant från 1942 för katapultutskjutning på fartyg. Skulle förses med pontoner och torped och minfällningskapacitet. Ingen byggdes.

SAAB 17B
- - B 17B – störtbombflygplan  med en Nohab Pegasus MY XXIV motor (980 hk). Känns igen genom att den har ett luftintag på högra sidan (sett från cockpit) av motorkåpans ovansida.
  - S 17BL – spaningsflygplan med en Nohab Pegasus My XXIV motor (980 hk). B står för motorn och L står för LAND då detta var en landbaserad variant.
  - S 17BS – havsövervakningsflygplan med en Nohab Pegasus My XXIV motor (980 hk). B står för motorn och S står för SJÖ då detta var en sjöbaserad variant med pontoner. Den hade även extra roder på stjärten.

SAAB 17C
- - B 17C – störtbombflygplan  med en Piaggio P XI RC-40 (1020 hk). Känns igen genom att den har två luftintag ovanpå motorkåpan.

## Basering
| Benämning | Antal | Tidsperiod | Typ                            | Basering                  |
| Sverige   | Antal | Tidsperiod | Typ                            | Basering                  |
| --------- | ----- | ---------- | ------------------------------ | ------------------------- |
| B 17A     | 132   | 1942–1947  | Lätt bombflygplan              | F 4, F 6, F 7, F 12       |
| B 17B     | 54    | 1942–1947  | Lätt bombflygplan              | F 4, F 6, F 7, F 11, F 12 |
| B 17C     | 77    | 1943–1947  | Lätt bombflygplan              | F 4, F 6, F 7, F 12       |
| S 17BS    | 54    | 1942–1948  | Marinspaningsplan              | F 2                       |
| S 17BL    | 56    | 1942–1948  | Spaningsplan för armésamverkan | F 3                       |

## Haverier
(inkomplett haverilista)

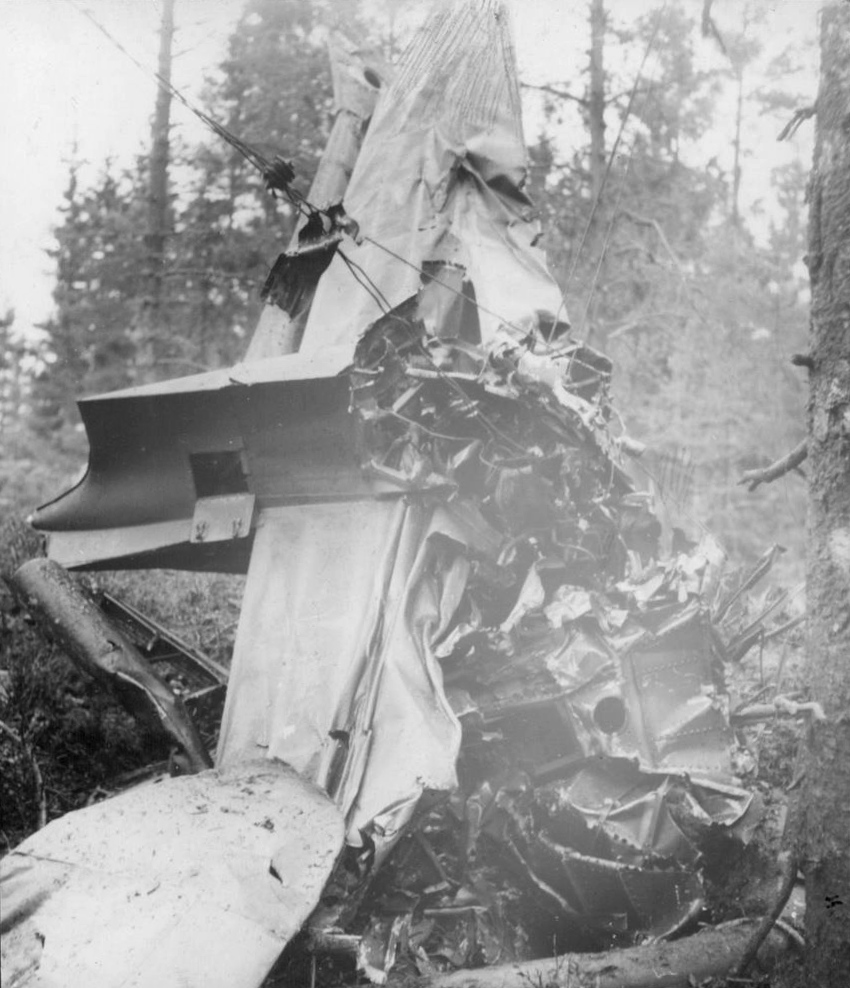
Haveriet 1945-07-07.

- 1944-02 – Under en vinterövning i Gällivaretrakten i februari 1944 drabbades den dåvarande majoren, senare av andra anledningar välkände översten Stig Wennerström, av motorstörningar på låg höjd varvid han och spanaren korpral Palmqvist fick göra nödutsprång med fallskärm.
- 1945-07-07 – Vid övning i instrumentflygning störtade av ännu okänd anledning ett flygplan av typ B 17, tillhörande Kalmar Flygflottilj, i närheten av Flymens kapell norr om Karlskrona, varvid båda de ombordvarande dödades. Förare var kadett Stig Arne Arnestig, född 1923 och hemmahörande i Eksjö, samt flygsignalisten furir Gerhard Andersson, född 1923 och hemmahörande i Ljungbyhed.

## Bevarade exemplar

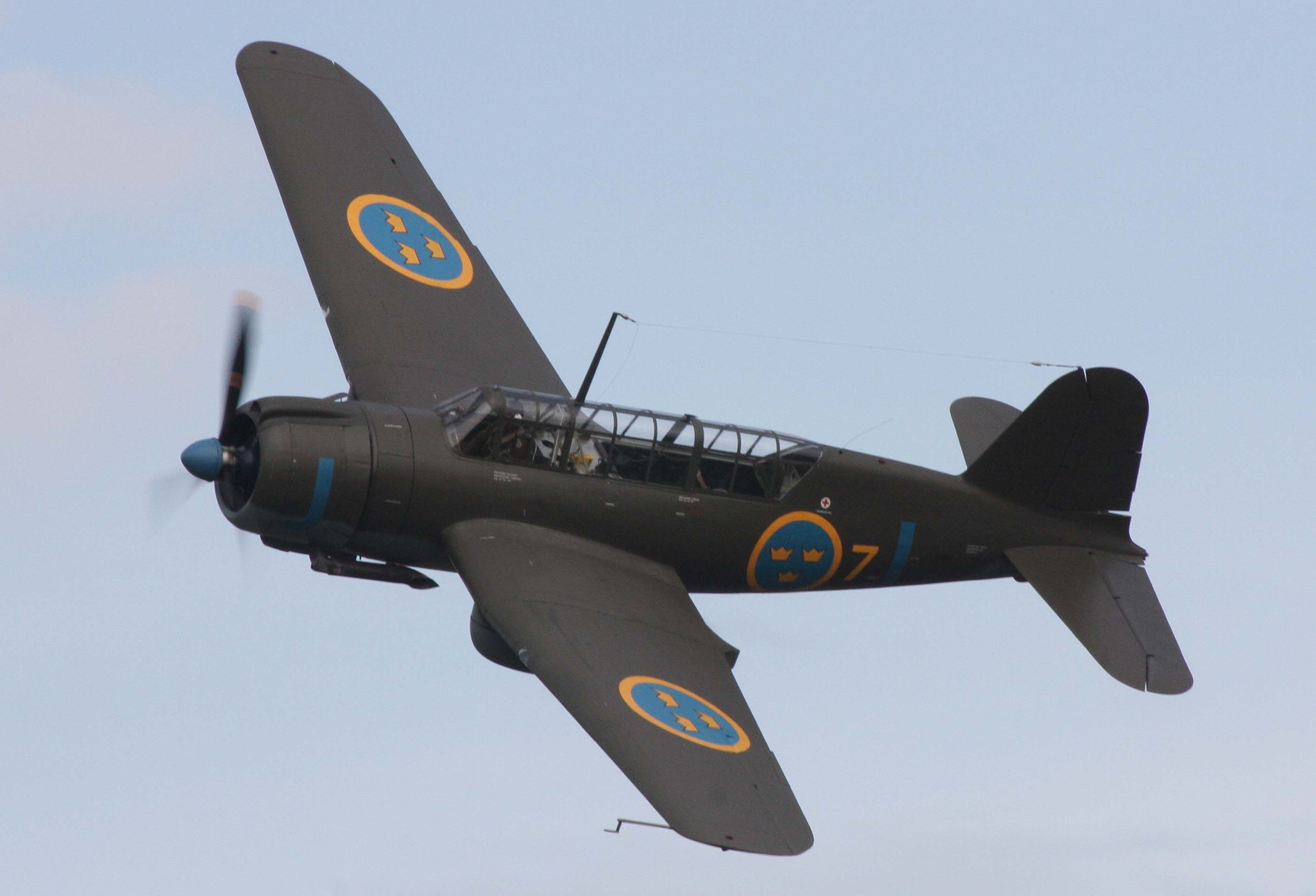
Saab 17A (17239) SE-BYH i flygbart skick.

I dag finns fem kända exemplar bevarade, varav två i Sverige, ett i Danmark och två i Sydafrika. Ett av dessa hålls i flygbart skick av Flygvapenmuseum i Linköping.

## Referenser

Skaparna bakom Saab 17.

## Användare
- Svenska flygvapnet
- Etiopiens flygvapen
- Finlands flygvapen
- Österrikes flygvapen